# 15 años de historia
15 años de historia é um álbum de compilação da boy band porto-riquenha Menudo, lançado em 28 de julho de 1998 pelas gravadoras RCA Records e BMG. A compilação que foi lançada em um CD duplo, inclui canções originalmente presentes em nove álbuns da discografia do Menudo, lançados entre 1979 e 1985. A gravadora resolveu lançar o álbum devido a boa repercussão da reunião de ex-integrantes do grupo, intitulada El reencuentro: 15 años después....
No Brasil, a gravadora BMG lançou uma versão exclusiva e adaptada para o país, intitulada 15 Anos de História, que inclui cinco canções em português, e no total contém apenas 16 faixas, nove delas presentes em 15 años de historia. Segundo o jornal O Pioneiro, o álbum reúne uma seleção de sucessos que marcaram a trajetória do grupo, interpretados por diferentes membros ao longo das diversas formações que compuseram o quinteto.

## Repertório
A lista de faixas de 15 años de historia reúne trinta canções dos álbuns do Menudo lançados entre 1977 e 1985. Dos discos dos anos de 1970, Los fantasmas (1977) e Chiquitita (1979), foram adicionadas apenas uma música de cada, justamente as que dão nome ao título desses álbuns.
Dos fonogramas lançados nos anos de 1980, enquanto a gravadora do quinteto era a porto-riquenha Padosa, Inc., estão incluídas: "Fuego" de Fuego (1981), "Voy a America" de Xanadu (1981), "Súbete a mi moto", "Mi banda toca rock", "Quiero ser", "Claridad" e "Rock en la TV" de Quiero ser (1981), "Lady", "Quiero Rock", "Es por amor", "Y yo no bailo" e "Dulces besos" de  Por amor (1982) e "A volar", "Tú te imaginas", "Cámbiale las pilas" e "Lluvia" de Una aventura llamada Menudo (1982).
Em 1983, o grupo foi contratado pela gravadora RCA Records, em um contrato milionário semelhante ao de artistas como Kenny Rogers e Diana Ross. O primeiro álbum dessa fase foi o intitulado A todo rock (1983) do qual saíram as canções: "Indianápolis", "Chicle de amor", "Si tú no estás", "No te reprimas", "Todo va bien"  e "Zumbador". A gravadora planejava transformar o Menudo em um grupo conhecido mundialmente. Para tanto, os integrantes gravaram algumas canções de seus álbuns anteriores em inglês no álbum de 1984  Reaching Out (1984). Desse álbum está presente "Like a Cannonball", que também é trilha sonora do filme de Burt Reynolds, intitulado Cannonball Run II. Dando sequência, estão as faixas "Sabes a chocolate" e "Agua de limón"  do álbum Evolución (1984), "Hold Me" de Menudo (1985), e "La fiesta va a empezar" e "En San Juan me enamoré" de Ayer y hoy (1985).
A edição brasileira em comemoração aos 15 anos de carreira da boy band, intitulada 15 Anos de História, inclui canções apenas dos álbuns que foram lançados no país, entre 1984 a 1986. Algumas das canções incluídas estão em sua versão em português, e não em espanhol. "If You're Not Here (By My Side)", "Indianapolis" e "Like a Cannonball" são do álbum Reaching Out (1984). "Não Se Reprima", "Quero Ser" e "Troque Suas Pilhas" fazem parte do álbum Mania (1984). Do álbum Evolución (1984) foram inclusas "Sabes a chocolate" e "Rayo de luna". Do fonograma autointitulado de 1985 estão "Hold Me", "Oh, My Love" e "Please Be Good To Me".  De A Festa Vai Começar (1985) estão "A Festa Vai Começar", "Viva! Bravo!" e "Aventureiros". Finalmente, do álbum Can't Get Enough (1986) fazem parte "Summer In The Streets" e "Old Enough To Love".

## Recepção crítica
| Críticas profissionais | Críticas profissionais |
| Avaliações da crítica  | Avaliações da crítica  |
| Fonte                  | Avaliação              |
| ---------------------- | ---------------------- |
| El Norte               | 10/10                  |
| Trip                   | [ 25 ]                 |

Em relação as resenhas dos críticos especializados em música, o álbum recebeu aclamação.
15 años de historia
Deborah Davis, do jornal mexicano El Norte, avaliou o álbum com 10 pontos entre 10 e o destacou como a verdadeira obra musical do Menudo, em contraste com El reencuentro: 15 años después..., lançado pelos ex-integrantes do grupo no projeto El Reencuentro. A crítica elogia a qualidade sonora superior das 30 faixas da coletânea, mencionando arranjos sofisticados e referências musicais que remetem a artistas como Mecano e Luis Miguel. Além disso, ressalta a importância histórica do grupo, que influenciou boy bands como New Kids on the Block. Segundo Davis, enquanto El Reencuentro apresentava vozes maduras e sem o mesmo brilho do passado, 15 Años de Historia preserva a essência juvenil e vibrante do Menudo original, sendo a ideal escolha dos fãs.
15 Anos de História
Em uma crítica irônica para a revista Trip, José Mojica Marins chamou o Menudo de "pior que as sete pragas do Egito" e ironizou as músicas do grupo, que suas filhas adoravam. Apesar disso, contou que lucrou ao ser contratado para exorcizar um estádio após um show da banda, finalizando com humor ao dar "cinco estrelas pro Menudo".

## Desempenho comercial
Em 29 de agosto de 1998, o álbum estreou na posição de número 49 entre os  cinquenta álbuns mais vendidos nos Estados Unidos, na lista Top Latin Albums, da revista Billboard. O álbum atingiu seu pico na posição de número 41, em 12 de setembro de 1998, após ficar duas semanas sem aparecer entre os mais vendidos. Na semana seguinte, apareceu na mesma colocação e essa foi a sua última aparição na tabela.
Em 18 de dezembro de 2022, a versão digital e remasterizada do álbum atingiu a 63ª posição na parada Apple Music Chart da Suécia.

## Lista de faixas
- Créditos adaptados dos CDs 15 años de historia, de 1998,[30] e 15 Anos de História: The Best of Menudo, de 1999.[31]

| 15 años de historia |                          |                                        |                                      |         |  |
| N.º                 | Título                   | Compositor(es)                         | Cantor                               | Duração |  |
| 1.                  | "Súbete a mi moto"       | A. Monroy, E. Díaz                     | René Farrait                         | 3:30    |  |
| 2.                  | "Lady"                   | A. Monroy, C. Villa, J. Seijas         | Johnny Lozada                        | 3:35    |  |
| 3.                  | "Quiero Rock"            | A. Monroy, C. Villa, J. Seijas         | Miguel Cancel                        | 2:32    |  |
| 4.                  | "Dulces besos"           | A. Monroy, C. Villa, J. Seijas         | Johnny Lozada                        | 3:27    |  |
| 5.                  | "Fuego"                  | Leyda E. Colón                         | Grupo                                | 3:02    |  |
| 6.                  | "Mi banda toca Rock"     | Ivano Fussati                          | Johnny Lozada                        | 2:56    |  |
| 7.                  | "A volar"                | A. Monroy, C. Villa, E. Díaz           | Miguel Cancel                        | 4:12    |  |
| 8.                  | "Tu te imaginas"         | A. Monroy, C. Villa                    | Miguel Cancel                        | 3:14    |  |
| 9.                  | "Si tú no estás"         | A. Monroy, C. Villa, E. Díaz           | Ray Reyes                            | 4:28    |  |
| 10.                 | "Agua de limón"          | A. Monroy, C. Villa                    | Charlie Massó                        | 4:12    |  |
| 11.                 | "Indianapolis"           | A. Monroy, C. Villa                    | Charlie Massó                        | 3:33    |  |
| 12.                 | "No te reprimas"         | A. Monroy, C. Villa, E. Díaz           | Charlie Massó                        | 3:01    |  |
| 13.                 | "Sabes a chocolate"      | A. Monroy, C. Villa                    | Robby Rosa                           | 4:14    |  |
| 14.                 | "Los fantasmas"          | H. Herrero                             | Grupo                                | 3:00    |  |
| 15.                 | "Hold Me"                | R. Rice                                | Robby Rosa                           | 4:09    |  |
| 16.                 | "Rock en la T.V."        | C. Villa, E. Díaz                      | Miguel Cancel, Xavier Serbiá         | 3:12    |  |
| 17.                 | "Quiero ser"             | Pepe Luis Soto, E. Díaz                | René Farrait                         | 3:04    |  |
| 18.                 | "Cambiale las pilas"     | A. Monroy, C. Villa                    | Ricky Meléndez                       | 3:29    |  |
| 19.                 | "Y yo no bailo"          | A. Monroy, C. Villa, J. Seijas         | Ricky Meléndez                       | 2:41    |  |
| 20.                 | "Chiquitita"             | J. Anderson, B. Ulvaeus, B. MC Cluskey | Fernando Sallaberry, Carlos Meléndez | 5:03    |  |
| 21.                 | "La fiesta va empezar"   | A. Monroy, C. Villa                    | Robby Rosa                           | 4:19    |  |
| 22.                 | "Es por amor"            | A. Monroy, C. Villa                    | Miguel Cancel                        | 3:50    |  |
| 23.                 | "Claridad"               | U. Tozzi                               | Grupo                                | 4:10    |  |
| 24.                 | "Lluvia"                 | A. Monroy, C. Villa, E. Díaz           | Grupo                                | 3:06    |  |
| 25.                 | "Chicle de amor"         | A. Monroy, C. Villa                    | Ray Reyes                            | 2:43    |  |
| 26.                 | "Voy a America"          | Eddy Guerin                            | René Farrait                         | 2:55    |  |
| 27.                 | "Todo va bien"           | A. Monroy, C. Villa                    | Charlie Massó                        | 3:11    |  |
| 28.                 | "En San Juan me enamoré" | A. Monroy, C. Villa, E. Díaz           | Raymond Acevedo                      | 2:50    |  |
| 29.                 | "Zumbador"               | A. Monroy, C. Villa                    | Ray Reyes                            | 3:12    |  |
| 30.                 | "Like a Cannonball"      | M-L-Brown, S. Garret, S.H. Dorf        | Robby Rosa                           | 3:21    |  |

| 15 Anos de História: The Best of |                                                   |                                                  |                 |         |  |
| N.º                              | Título                                            | Compositor(es)                                   | Cantor          | Duração |  |
| 1.                               | "Não Se Reprima" (No te reprimas)                 | C. Villa, A. Monroy, E. Díaz, C. Colla           | Charlie Massó   | 3:04    |  |
| 2.                               | "If You Not Here (By My Side)" (Si tú no estás)   | C. VillaA. MonroyE. DíazM. Pagán                 | Robby Rosa      | 4:27    |  |
| 3.                               | "Troque Suas Pilhas" (Cambiale las pilas)         | A. Monroy, C. Villa, C. Rabello                  | Ricky Meléndez  | 3:35    |  |
| 4.                               | "Rayo de luna"                                    | C. Villa, A. Monroy                              | Ricky Martin    | 3:40    |  |
| 5.                               | "Viva! Bravo!"                                    | A. Monroy, C. Villa, vers. C. Colla              | Charlie Massó   | 3:29    |  |
| 6.                               | "Like a Cannonball"                               | Snuff Garrett, Steve Dorff, Milton Brown         | Robby Rosa      | 3:20    |  |
| 7.                               | "Oh, My Love"                                     | C. Villa, A. Monroy, M. L. Pagán                 | Ricky Martin    | 3:49    |  |
| 8.                               | "Quero Ser" (Quiero ser)                          | E. Díaz, P. Soto, C. Colla                       | Ray Reyes       | 3:20    |  |
| 9.                               | "A Festa Vai Começar" (La fiesta va a la empezar) | A. Monroy, C. Villa, vers. C. Colla              | Robby Rosa      | 3:40    |  |
| 10.                              | "Hold Me"                                         | H. Rice                                          | Robby Rosa      | 4:15    |  |
| 11.                              | "Summer in the Streets"                           | J. Palermo, E. Palermo                           | Robby Rosa      | 3:47    |  |
| 12.                              | "Aventureiros" (Aventurero)                       | A. Monroy, C. Villa, M. L. Pagán, vers. C. Colla | Raymond Acevedo | 3:02    |  |
| 13.                              | "Please Be Good To Me"                            | C. Villa, A. Monroy, M. L. Pagán                 | Robby Rosa      | 4:53    |  |
| 14.                              | "Indianápolis"                                    | Alejandro Monroy, Carlos Villa                   | Charlie Massó   | 3:34    |  |
| 15.                              | "Sabes a chocolate"                               | C. Villa, A. Monroy                              | Robby Rosa      | 4:14    |  |
| 16.                              | "Old Enough To Love"                              | H. Rice, A. R Kimble                             | Robby Rosa      | 3:21    |  |

## Tabelas semanais

### Tabelas semanais
| Tabela musical (1998)                       | Melhor posição |
| ------------------------------------------- | -------------- |
| Estados Unidos (Billboard Top Latin Albums) | 41             |

| Tabela musical (2022)      | Melhor posição |
| -------------------------- | -------------- |
| Suécia (Apple Music Chart) | 63             |